# John S. Wells
John S. Wells (Durham, 1803. október 18. – Exeter, 1860. augusztus 1.) az Amerikai Egyesült Államok szenátora (New Hampshire, 1855).